# Liborius Wichard
Liborius Wichard (auch Liborius Tiemann, Liborius Wichart oder Liborius Wichert; * um 1550 in Paderborn; † 30. April 1604 ebenda) war Bürgermeister von Paderborn. Er wurde nach einem Konflikt der Stadt Paderborn mit dem Fürstbischof des Hochstifts Paderborn hingerichtet.

## Leben
Wichard wurde als Liborius Tiemann um 1550 in Paderborn geboren. Sein Vater war der Bürger Jasper Tiemann, der vor 1571 nach einem Streit im Weinkeller einen gewaltsamen Tod fand, sein Großvater trug den Namen Cort Wichard. Über die ersten 35 Jahre seines Lebens ist nichts bekannt. Vermutlich hatte er den Beruf des Lohgerbers erlernt, den er später ausübte. Gerichtsunterlagen zeugen von zahlreichen Streitigkeiten.
Um das Jahr 1586 verließ Wichard nach einem Zerwürfnis mit dem Stadtrat Paderborn. Mit Erlaubnis des Bischofs durfte er sich eine Viertelmeile vor der Stadt ein Haus bauen, das aber bald darauf von feindlich gesinnten Paderborner Bürgern zerstört wurde. Danach wurde er Gastwirt in Scherfede, wo einige Jahre später seine erste Frau starb. Durch seine Heirat mit der Witwe Dornemann kam er nach Warburg, seine zweite Frau war in erster Ehe mit einem Verwalter des dortigen St. Petri-Hospitals vermählt gewesen und daher sehr vermögend. Im Jahre 1601 kehrte die Familie nach Paderborn zurück, Wichard war inzwischen ein wohlhabender Lohgerber.

## Der Kampf um Paderborn

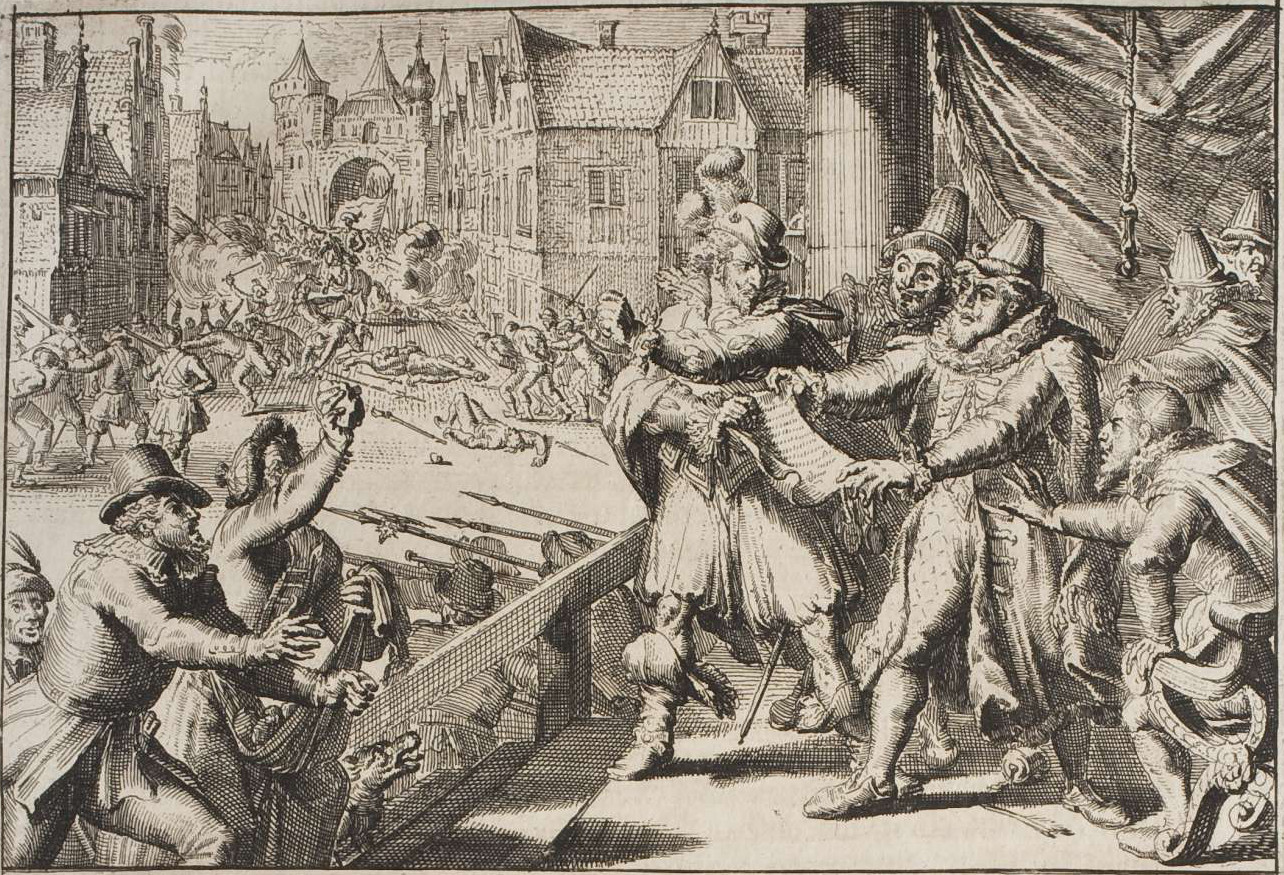
Darstellung des Kampfes um Paderborn in Hiob Ludolfs Allgemeine Schau-Bühne der Welt von 1699

In jenen Jahren zwischen dem Beginn der Reformation und dem Dreißigjährigen Krieg kam innerhalb der Paderborner Bürgerschaft Unmut auf. Die Bürger sahen sich und die Interessen der Stadt aufgrund der Steuerfreiheit und weiterer Privilegien des Domkapitels und der Ritterschaft benachteiligt, dies fand seinen ersten Höhepunkt 1588 in einem Prozess vor dem Reichskammergericht um die landesherrliche Gerichtsbarkeit in der Stadt. In der Bürgerschaft Paderborns formten sich antibischöfliche Strömungen, die eine Unabhängigkeit der Stadt von dem katholischen Landesherrn, Bischof Dietrich von Fürstenberg sowie die Anerkennung der protestantischen Konfession forderten. Daraus entspann sich der „Kampf um Paderborn“, der sich gegen Ende des Jahres 1603 zuspitzte. Die Unternehmungen des Bischofs zugunsten der Gegenreformation wurden unterstützt durch eine Aufforderung Kaiser Rudolf II. an die Domherren, die Ritterschaft und die Städte, ihrem Bischof und Landesherrn in geistlichen und weltlichen Belangen zu gehorchen, und Dietrich versuchte, auf die Ratswahl Einfluss zu nehmen. Liborius Wichard, inzwischen einer der Anführer der städtischen Oppositionsbewegung, bemühte sich um den Beistand des protestantischen Landgrafen Moritz von Hessen-Kassel. Vom Fürstbischof wurde dies als Rebellion gegen seinen Herrschaftsanspruch und als Hochverrat angesehen.
Am 10. Januar 1604 wurde Liborius Wichart zum Bürgermeister der Stadt Paderborn gewählt. Im April 1604 eskalierte der Konflikt. Die Paderborner Bürger hatten sich militärisch gerüstet und es kam zum Kampf gegen Truppen, die Graf Johann von Rietberg im Auftrage des Fürstbischofs angeworben hatte. Eine Intrige führte am 26. April 1604 zur Gefangennahme des Bürgermeisters. 
Nachdem er stundenlang an eine Säule gebunden, dem Hohn und Anspeien des Pöbels ausgesetzt worden war, wurde ihm eilig der Prozess gemacht und das Urteil am 30. April in Anwesenheit des Fürstbischofs an ihm vollzogen: der Leib ihm aufgeschnitten, das Herz herausgerissen und ihm ins Gesicht geschlagen; dann wurde er gevierteilt. Die Jesuiten rühmten sich, Wichard vor seinem Tode zum katholischen Glauben bekehrt zu haben. Als Abschreckung wurden die Teile seines Körpers und der Kopf auf einem Karren an seinem Hause vorübergefahren, dann an den fünf Toren der Stadt aufgehängt. Erst Christian von Braunschweig-Wolfenbüttel ließ im Dreißigjährigen Krieg die Gebeine des letzten Bürgermeisters von Paderborn ehrenvoll bestatten.